# Jilotlán de los Dolores
Jilotlán de los Dolores é um município do estado de Jalisco, no México.
Em 2005, o município possuía um total de 8.579 habitantes.